# Tersilochus obliquus
Tersilochus obliquus är en stekelart som först beskrevs av Thomson 1889.  Tersilochus obliquus ingår i släktet Tersilochus och familjen brokparasitsteklar. Arten är reproducerande i Sverige. Inga underarter finns listade i Catalogue of Life.